# Синельников, Владимир Львович
Влади́мир Льво́вич Сине́льников (первоначальная фамилия Каплан; 29 ноября 1937, Москва — 28 октября 2018, там же) — советский и российский кинодраматург, продюсер. Член Общественного совета Российского еврейского конгресса.

## Биография
Родился 29 ноября 1937 года в Москве.
По окончании школы в 1955 году с золотой медалью был зачислен без экзаменов в Московский государственный историко-архивный институт (МГИАИ), обучение в котором успешно завершил в 1960 году, получив специальность «историк-архивист».
Трудовую деятельность Владимир Синельников начал в 1961 году в газете «Московский комсомолец», заняв единственную вакансию заведующего бюро проверки.
Работал обозревателем по кино отдела литературы и искусства «Московской правды». Ежегодно освещал события Московского кинофестиваля в издании «Спутник Московского кинофестиваля».
С 1972 по 1987 год был ответственным секретарём в журнале «Искусство кино».
Был художественным руководителем творческих объединений «Партнер», «Камера», «101», «Студия 1.2.3», в художественный совет которых входили кинорежиссёр Элем Климов, писатель Сергей Залыгин, драматург Александр Гельман, академики Евгений Велихов и Леонид Абалкин.
В 1994 году «Студия 1.2.3» стала одним из учредителей компании «Телеэкспресс-31-й канал».
В 1995—1999 годах Владимир Синельников занимал должность генерального директора телекомпании «31 канал», впоследствии — «М1», «Домашний». Там же делал телепрограмму «Наш Гайд-парк».
После того, как Главный центр радиовещания и телевидения Минсвязи в 1998 году продал свою долю нефтяной корпорации «Лукойл», в июле 1999 года Синельников покинул «31 канал», не считая для себя возможным, как он заявил, быть причастным к появлению перед зрителями «жёлтых» новостей, которые читает дикторша, раздевающаяся во время их оглашения, о чём в 2001 году рассказал на страницах газеты «Московские новости».
В 1999 году Синельников стал генеральным продюсером телекомпании ВКТ (Москва).
На протяжении последних 12 лет участвовал в проведении Недели Российского кино в Нью-Йорке в качестве генерального продюсера, а в 2009—2011 годах — генерального директора.
Основатель, генеральный директор и художественный руководитель телевизионной студии «Клото», а совместно с Вадимом Шульманом «Клото-Плюс».
Автор сценариев более 100 фильмов, удостоенных 20 премий национальных и международных кинофестивалей, среди которых призы в Берлине, Нью-Йорке, Швейцарии и др., автор более 500 статей в периодической печати и в научных сборниках, посвященных теории и истории документального кино и телевидения.
В 2015 году выступил с обвинениями против израильского банка «Апоалим», который, по его словам, незаконно отказал ему в обслуживании.
Скончался на 81-м году жизни 28 октября 2018 года.
Жена — Елена Колесниченко. Дети от других браков: дочь Татьяна (1968), сын Владимир (1980).

## Общественная позиция
В 2013 году как один из учредителей выступил в «Новой газете» с открытым обращением к академикам Академии российского телевидения, в котором выразил собственную обеспокоенность отказом ряда телекомпаний участвовать в конкурсе ТЭФИ в частности и ситуацией вокруг премии в целом.
В 2017 году подписал открытое обращение Конгресса интеллигенции и правозащитного сообщества, в котором вместе с группой подписантов призвал власти России прекратить кампанию травли инакомыслящих на федеральных каналах телевидения, добиться закрытия на телевидении политических программ, которые осуществляют эту гнусную травлю, прекратить позорные процессы над Кириллом Серебрениковым и Юрием Дмитриевым, иные процессы, мотивированные политическими причинами, а также освободить всех политзаключённых.

## Звания
- Член Союза журналистов
- Член Союза кинематографистов
- Действительный член (академик) Международной Академии наук информации, информационных процессов и технологий
- Действительный член (академик) Международной Академии телевидения и радиовещания
- Действительный член (академик) Евразийской Академии радио и телевидения
- Член Академии Российского телевидения (с 2010 года)
- Действительный член (академик) Международной Академии менеджмента

## Фильмы и сериалы по сценариям Синельникова

### Тетралогия «Колокол Чернобыля»
В мае 1986 года в составе съемочной группы вместе с режиссёром Ролланом Сергиенко Владимир Синельников направился на съемки документального фильма о ликвидации последствий аварии на аварии на Чернобыльской АЭС. По написанному им сценарию был снят фильм «Колокол Чернобыля», показанный во всех странах мира, где есть телевидение.
По сценариям Владимира Синельникова были сняты фильмы: «Не спрашивай, по ком звонит колокол», «Колокол звонит по тебе», «Приближение к Апокалипсису. Чернобыль рядом».
А спустя 25 лет там же, в закрытой для жизни чернобыльской зоне, Владимир Синельников снял фильм «От Чернобыля до Фукусимы».
В тетралогии о Чернобыле в контексте сроков существования человеческой цивилизации рассуждают известные ученые и политики, религиозные деятели, в частности, Папа Римский Иоанн Павел II, никогда не дававший интервью и сделавший единственное исключение для того, чтобы высказать своё мнение о том, настанет ли конец света после Чернобыля.

### Фильм «Академик Сахаров — человек на все времена»
Демонстрировался в десятках стран мира.

### Дилогия «Эх, Россия, ты, Россия…»
«Народ и власть», «Художник и власть» — повествование о первом после депортации приезде в Советский Союз по специальному разрешению Политбюро ЦК КПСС режиссёра Юрия Любимова на десять дней — для восстановления в театре на Таганке поставленного им до отъезда спектакля «Борис Годунов».

### Фильм «Миражи и надежды»
Повествование о становлении русской алии в Израиле, её укоренении в страну, о наиболее крупных деятелях политической, общественной и культурной жизни.

### «День и век»
Одиннадцатилетнее непрерывное кинонаблюдение за жизнью учеников одного класса, с «нулевого» до выпускного одиннадцатого, уникальное исследование формирования личности, коллективный портрет молодого поколения конца XX века.

### «Последний миф»
18-серийный телецикл, подтверждающий слова выступавшего на Поклонной горе в год 50-летия Победы Б. Н. Ельцина: «в истории войны есть ещё ненаписанные и вырванные страницы». Показан на телеканале ТВ-6 в январе-феврале 2000 года.

### Художественный фильм «Тени Фаберже»
Кино- и телеверсия. В основе сюжета — поиски и находка последнего пасхального яйца знаменитого ювелира, которое создавалось для императорской семьи, и завершить работу над которым помешала революция и расстрел самой императорской семьи.

### Документальный цикл «Третья Мировая началась»
Цикл рассказывает о глобальной опасности 21-го века — международном терроризме. В работу над сериалом съемочная группа студии «Клото-Плюс» пригласила участвовать кинематографистов Палестины, Ливана, Сирии, Израиля, США, Европы, Великобритании. Премьерные показы фильмов сериала «На краю», «Казино Террор», «Чёрная Метка» и «Мечеть Парижской Богоматери» состоялись в Москве, в Нью-Йорке в Организации Объединённых Наций, в Национальном Пресс-клубе в Вашингтоне, в Европе, в Израиле. По каналу RTVi цикл был показан в 49 странах мира.

### «Островитяне»
Международный гражданский форум «Пилорама» проходит в бывшем лагере ГУЛАГа, а ныне единственном в России Музее истории политических репрессий «Пермь-36». Такое название форум получил, потому что проводится на месте пилорамы, где трудились политзэки. «Пилорама» — это ежегодный «традиционный сбор» правозащитников и просто свободных людей. Кто-то назвал этот форум «вольным островом», а его участников и гостей «островитянами». Фильм «Островитяне» стал памятником «Пилорамы», потому что власти закрыли форум.

### «ГРУ — мифы и реальность»
Более 10 лет студия «Клото» работает над созданием сериала «ГРУ — мифы и реальность» — об истории и выдающихся деятелях отечественной военной разведки. ГРУ впервые открыло для создания этого цикла свои архивы и дало разрешение на интервью 47 военных разведчиков.

### Документальный фильм «Шимон Перес — человек из будущего»
Это фильм-портрет на фоне эпохи. О Шимоне Пересе, о прошлом и настоящем Ближнего Востока и всего современного мира в фильме рассуждают: президент США Барак Обама, президент России Владимир Путин, бывший премьер-министр Великобритании Тони Блэр, писатель, автор биографической книги о Пересе Михаэль Бар-Захар (Израиль), праведник мира Владислав Бартошевский (Польша), первый президент СССР Михаил Горбачев, бывший госсекретарь США Генри Киссинджер, кинорежиссёр Кшиштоф Занусси (Польша), арабский журналист Саламех Немат и многие другие.

## Фильмография в датах
- «Колокол Чернобыля», 1986[19][20][21]
- «Не спрашивай, по ком звонит колокол», 1990
- «Колокол звонит по тебе», 1989
- «Приближение к Апокалипсису. Чернобыль рядом», 1991
- «От Чернобыля до Фукусимы», 2011
- «День и век»
- «Академик Сахаров — Человек на все времена»
- «Эх, Россия, ты, Россия…» (2 серии)
- «Последний миф» (18 серий), 1999
- «Неистовый Зураб», 2004
- Трилогия «Воспоминания о настоящем»
- «Тени Фаберже», 2008[22]
- «Миражи и надежды»
- «На краю» из цикла «Третья Мировая началась», 2008[23]
- «Казино Террор» из цикла «Третья Мировая началась», 2009
- «Черная метка» (2 серии) из цикла «Третья Мировая началась», 2010
- «Мечеть Парижской Богоматери» (4 серии) из цикла «Третья Мировая началась», 2011[24]
- «Островитяне», 2012
- «Шимон Перес — человек из будущего», 2013[25]

## Награды и премии
- 1987 год: «Колокол Чернобыля» занесён в Книгу рекордов Гиннеса как фильм, который был показан во всех странах мира, где есть телевидение.
- 1996 год: В. Л. Синельников занесён в Книгу рекордов Гиннеса как создатель «31 канала», который вышел на 20-тичасовое вещание без привлечения внешних инвестиций.
- 1998 год: Лауреат премии мэра Москвы в области литературы и искусства (1998) за личный творческий вклад в работу над программами, посвящённые деятельности Правительства Москвы: «Наш Гайд-Парк», «Нетелефонный разговор», «Городские новости».
- 2006 год: Владимир Синельников награждён орденом Мужества Указом Президента Российской Федерации от 21 апреля 2006 г. № 419 «О награждении государственными наградами Российской Федерации активных участников ликвидации последствий аварии на Чернобыльской АЭС»[26]
- 2008 год: «Тени Фаберже». Приз зрительских симпатий на первом Всероссийском фестивале режиссёрского кино «Золотой Феникс».
- 2009 год: В апреле 2009 года на XI Международном фестивале детективных фильмов и телепрограмм DetectiveFest, проходившем в Москве под девизом «Борьба с преступностью и терроризмом — дело всего мирового сообщества!», фильм Владимира Синельникова «Казино „Террор“» получил специальный приз в номинации «Терроризм — угроза миру».
- 2011 год: Художественно-документальный фильм «Мечеть Парижской Богоматери» на XIII Международном Евразийском телефоруме получил специальный приз жюри. Специальная памятная награда циклу «Третья Мировая началась» мэра Нью-Йорка М. Блумберга от имени родных жертв террористического акта 11 сентября 2001 года в Нью-Йорке. Циклу «Третья Мировая началась» награда «За лучшую профессиональную работу» на Всероссийском конкурсе 2011 года Союза журналистов России.
- 2012 год: Документальный фильм «Островитяне» получил премию Московской Хельсинкской группы[27].

## Телепередачи
- «В Нью-Йорке с Виктором Топаллером». Владимир Синельников, 19 февраля 2004 года
- «В Нью-Йорке с Виктором Топаллером». Владимир Синельников, 2008 год (недоступная ссылка)
- «В Нью-Йорке с Виктором Топаллером». Владимир Синельников. 16 января 2011 года (недоступная ссылка)